# Nighthawks (filme)
Nighthawks é um filme norte-americano de 1981, dirigido por Bruce Malmuth e estrelado por Sylvester Stallone e Rutger Hauer. A trilha sonora foi assinada pelo tecladista britânico Keith Emerson, ex-Emerson, Lake & Palmer.

## Sinopse
Dois policiais de Nova York perseguem um terrorista internacional que está agindo nos Estados Unidos.

## Elenco
- Sylvester Stallone ... Deke DaSilva
- Billy Dee Williams ... Matthew Fox
- Rutger Hauer ... Wulfgar
- Lindsay Wagner ... Irene